# Luthenay-Uxeloup
Luthenay-Uxeloup – miejscowość i gmina we Francji, w regionie Burgundia-Franche-Comté, w departamencie Nièvre.
Według danych na rok 1990 gminę zamieszkiwały 524 osoby, a gęstość zaludnienia wynosiła 14 osób/km² (wśród 2044 gmin Burgundii Luthenay-Uxeloup plasuje się na 439. miejscu pod względem liczby ludności, natomiast pod względem powierzchni na miejscu 90.).